# Occità niçard
L'occità niçard o niçard (en occità: niçard) és un subdialecte provençal que pertany a la llengua occitana, parlat al comtat de Niça i a Mònaco. No és pas un dialecte autònom de l'occità però per les seves característiques ben originals dins el dialecte provençal i la seva tradició literària molt important, segons molts actors culturals, mereix la seva reconeixença com un estàndard regional de l'occità.

## Comparació de les normes
En niçard, hi ha dues normes avui dia: la norma clàssica occitana i la norma mistralenca.
| Comparació entre les dues normes existents en occità niçard (extret de la Declaració Universal dels Drets Humans)                                       | Comparació entre les dues normes existents en occità niçard (extret de la Declaració Universal dels Drets Humans)                                           |
| Norma clàssica occitana | Norma mistralenca |
| --- | --- |
| Toti li personas naisson liuri e egali en dignitat e en drech. Son dotadi de rason e de consciéncia e li cau agir entre eli emb un esperit de frairesa. | Touti li persouna naisson libri e egali en dignità e en drech. Soun doutadi de rasoun e de counsciència e li cau agì entre eli em' un esperit de frairessa. |